# Lucie-Bolte-Stiftung
Die Lucie-Bolte-Stiftung ist eine rechtsfähige Stiftung bürgerlichen Rechts mit Sitz in Dillingen/Saar. Stiftungszweck ist die ideelle und materielle Förderung der medizinischen Forschung auf den Gebieten der Leberzirrhose und des Leberkomas durch Vergabe des Lucie-Bolte-Preises und des Lucie-Bolte-Förderpreises.

## Geschichte
Die Lucie-Bolte-Stiftung wurde am 18. Januar 1980 von dem Büromöbelfabrikanten Erich Bolte im Gedenken an seine an einer Leberkrankheit verstorbenen Ehefrau Lucie Bolte geb. Stiegler (* 24. Februar 1906 in Arnsberg; † 3. November 1978 in Riegelsberg) errichtet. Die Gemeinde Saarwellingen ehrte Lucie Bolte 1991 für ihr soziales Engagement durch Benennung der Lucie-Bolte-Straße.

## Stifter
Erich Bolte wurde am 8. Februar 1900 in Zirke im Nordwesten der preußischen Provinz Posen geboren. Nach Ende des Ersten Weltkrieges und abgeschlossener Schulausbildung schrieb er sich zum Wintersemester 1920/21 an der Technischen Hochschule Berlin-Charlottenburg im Fach Schiffbau ein und schloss sich dem Corps Saxonia-Berlin an. Das Studium schloss er in kürzester Zeit im Jahre 1924 als Diplom-Ingenieur ab. Nach einigen Zwischenstationen ließ er sich im Saarland nieder und baute dort eine eigene Firma zur Herstellung von Büromöbeln auf, die seit 1954 in Saarwellingen ihren Sitz hatte. Am 29. Juli 1981 starb Erich Bolte in Cannes und wurde in Riegelsberg beigesetzt.

## Lucie-Bolte-Preis
Der mit 15.000 € (Stand 2017) dotierte Lucie-Bolte-Preis zeichnet international renommierte Leberforscher aus. Er ist die höchste Auszeichnung auf dem Gebiet der Leberforschung in Deutschland und besitzt internationales Ansehen. Die Vergabe erfolgt häufig im Rahmen der Jahrestagung der Gesellschaft zur Erforschung der Leber.
Preisträger:
- 1982 Heribert Thaler, Wien; Herbert Remmer, Tübingen
- 1983 Jean-Pierre Benhamou, Paris-Clichy
- 1985 Dänische Forschergruppe, Kopenhagen, unter der Leitung von Niels Tygstrup
- 1986 Rudolf Pichlmayr, Hannover
- 1987 Gustav Adolf Martini, Marburg; Hans Adolf Kühn, Freiburg im Breisgau
- 1988 Valeer J. Desmet, Leuven
- 1989 Rudi Schmid, San Francisco
- 1990 Helmut Denk, Graz
- 1995 Karl Decker, Freiburg im Breisgau
- 1997 Karl-Hermann Meyer zum Büschenfelde, Mainz
- 1999 Wolfgang Gerok, Freiburg
- 2000 Johan Fevery, Leuven
- 2001 Jürg Reichen, Bern
- 2002 Christoph E. Broelsch, Essen
- 2003 Dietrich Keppler, Heidelberg
- 2004 Peter J. Scheuer, London
- 2006 Gustav Paumgartner, München
- 2008 Axel. M. Gressner, Aachen
- 2009 Georg Strohmeyer, Neuss
- 2011 Didier Lebrec, Clichy
- 2013 Pere Ginès, Barcelona
- 2015 Raoul Poupon, Paris
- 2017 Ulrich Beuers, Amsterdam[2]
- 2019 Martin Rössle, Freiburg[3]
- 2021 Annalisa Berzigotti, Bern[4]
- 2023 Jessica Zucman-Rossi, Paris[5]

## Lucie-Bolte-Förderpreis
In unregelmäßigen Abständen vergibt die Stiftung den Lucie-Bolte-Förderpreis an junge Nachwuchswissenschaftler. Seit 1990 wurden 13 Preise an folgende Personen vergeben:
- 1990 Detlef Schuppan, Berlin; Lorenz Theilmann, Heidelberg
- 1991 Hans-Jürgen Schlicht, Ulm; Hans-Ulrich Schulz, Magdeburg
- 1993 Tilman Sauerbruch, Bonn
- 1994 Erich Lotterer, Halle; Frieder Berr, Leipzig
- 1996 Brigitte Vollmar, Homburg
- 1997 Frau Bauer, Homburg
- 2000 Reiner Wiest, Regensburg; Jörg Heller, Bonn; Christian Rust, München
- 2001 Darius Moradpour, Freiburg im Breisgau

## Gremien der Stiftung
Die Stiftung wird von einem Vorstand, der aus drei Mitgliedern besteht, und einem Beirat, bestehend aus fünf Mitgliedern, geführt. Vorsitzender des Vorstands ist Manfred Breyer. Vorsitzender des Beirates, dem drei Lehrstuhlinhaber der Lebermedizin bzw. -forschung angehören, ist Dieter Häussinger, Träger des Gottfried-Wilhelm-Leibniz-Preises 1991.